# Harry T. Burleigh
Harry T. Burleigh (2. prosince 1866 Erie – 12. září 1949 Stamford) byl americkým žákem Antonína Dvořáka, jenž v letech 1892–1895 vyučoval na národní konzervatoři v New Yorku. Byl jedním z prvních černošských skladatelů, který předvedl Dvořákovi kouzlo spirituálů.
Harry T. Burleigh dal konečnou podobu anonymnímu černošskému spirituálu Deep River (česky Hluboká řeko), který je považován za nejpopulárnější mezi spirituály a byl zařazen i do českého zpěvníku Slavné duchovní písně (2019) církve československé husitské.